# Ресивер цифрового телевидения

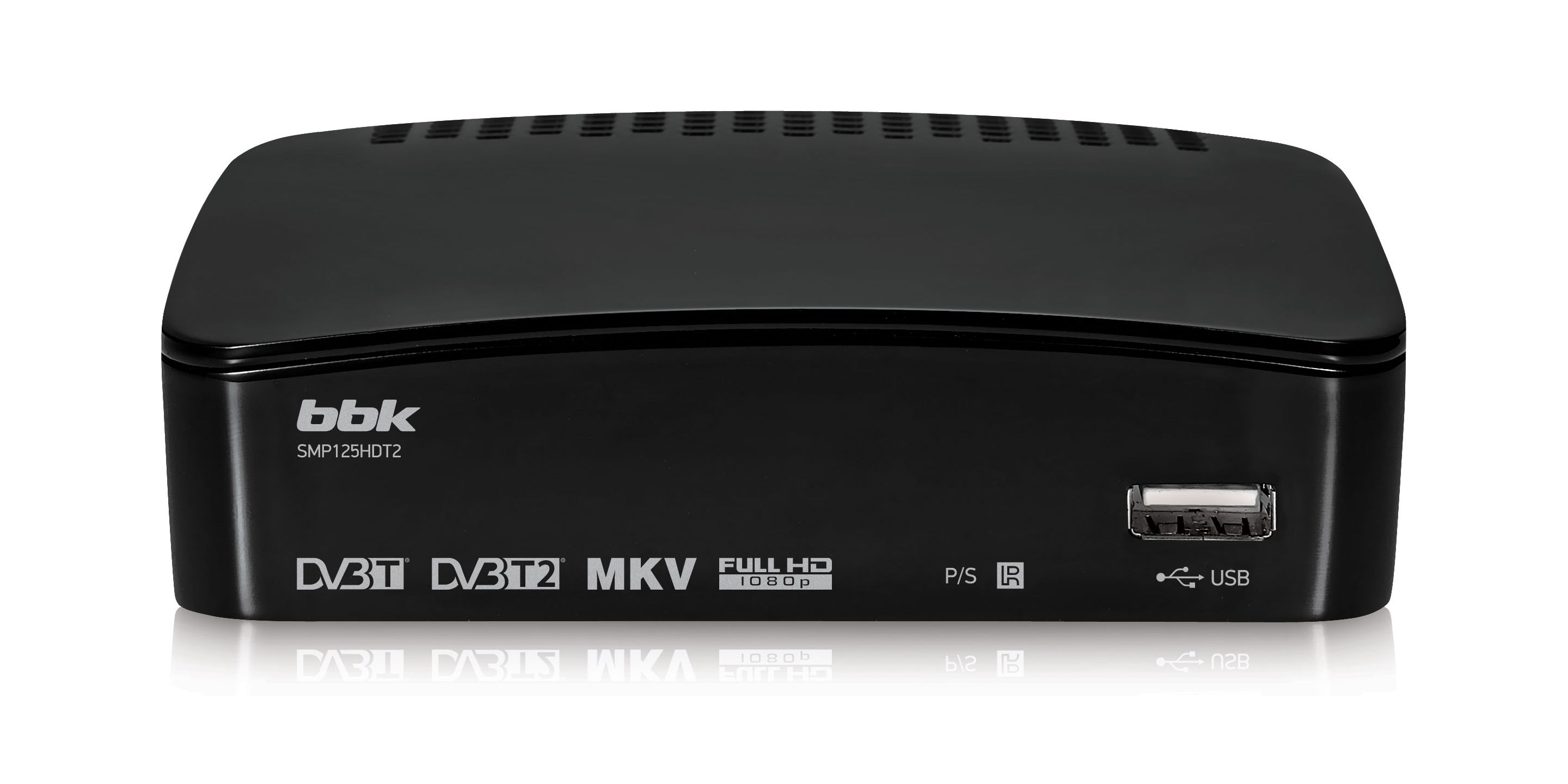
Цифровой телевизионный ресивер BBK SMP125HDT2 (стандарты DVB-T и DVB-T2) c функцией мультимедийного проигрывателя файлов высокого разрешения и записи цифрового эфира на внешний носитель. Подключение к телевизору через RCA или HDMI. Управление с пульта. Модель чипсета ALI3812

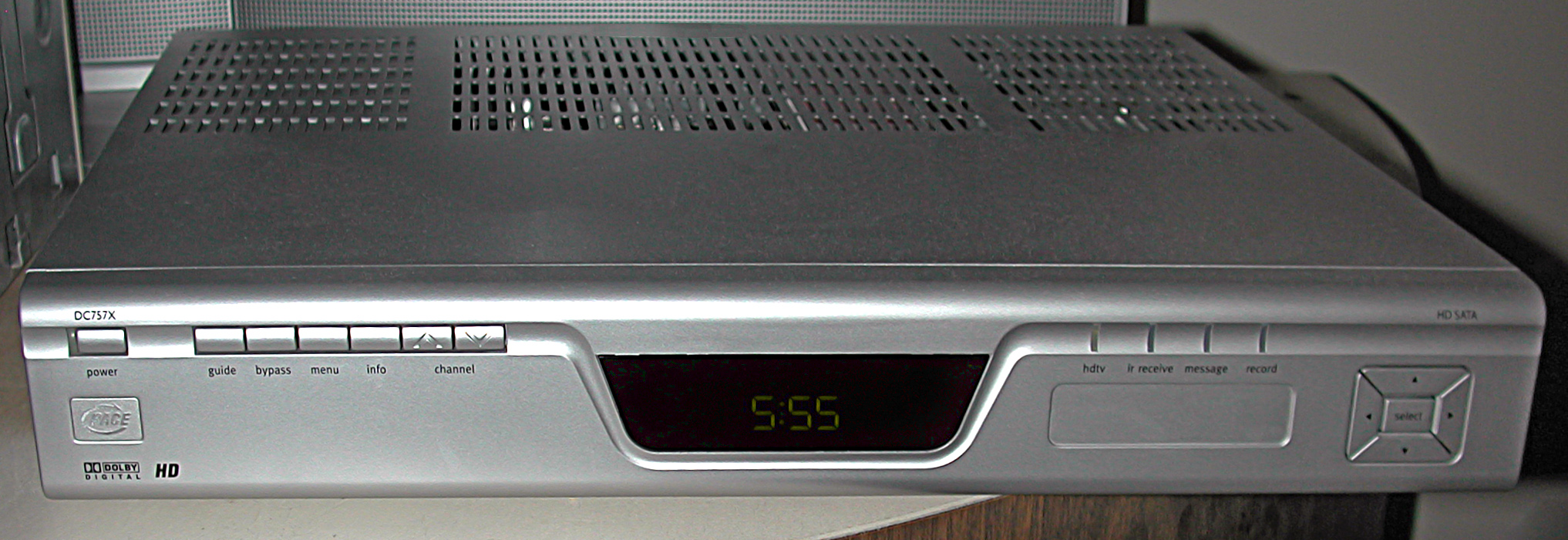
Ресивер цифрового кабельного телевидения Pace DC757X

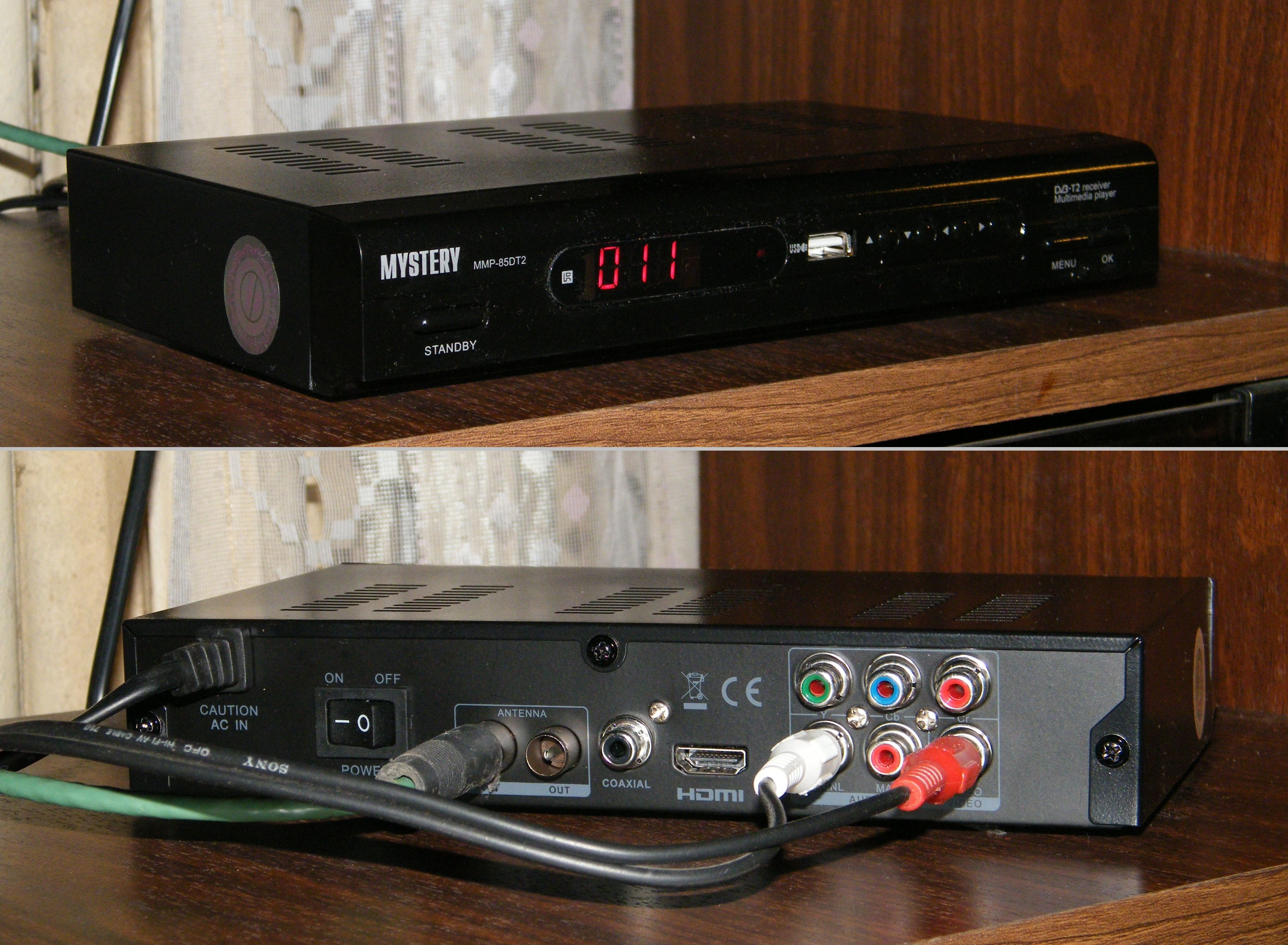
Ресивер цифрового эфирного телевидения Mystery MMP-85DT2 (стандарты DVB-T и DVB-T2) c функцией мультимедийного проигрывателя и цифрового «видеомагнитофона» (запись на внешний жёсткий диск или флеш-накопитель). Подключение к телевизору через RCA или HDMI

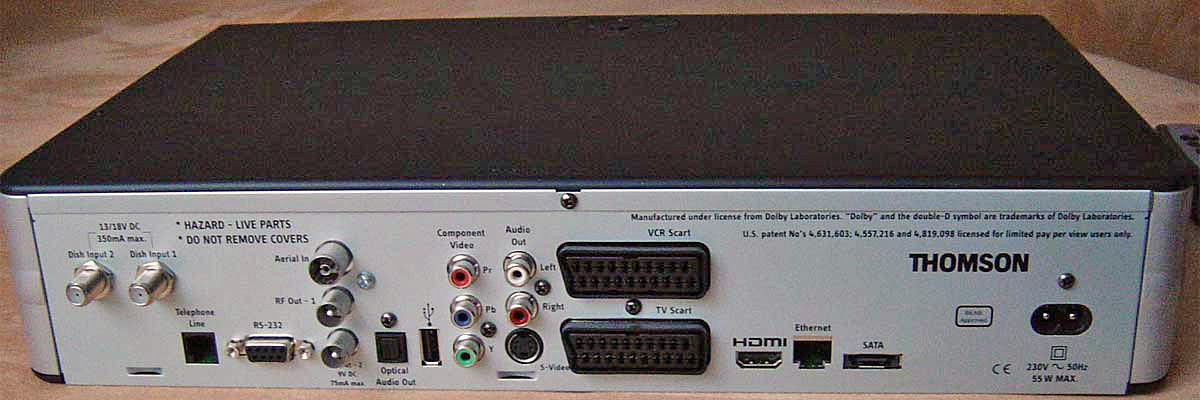
Ресивер Thomson Sky+ HD Digibox, задняя панель

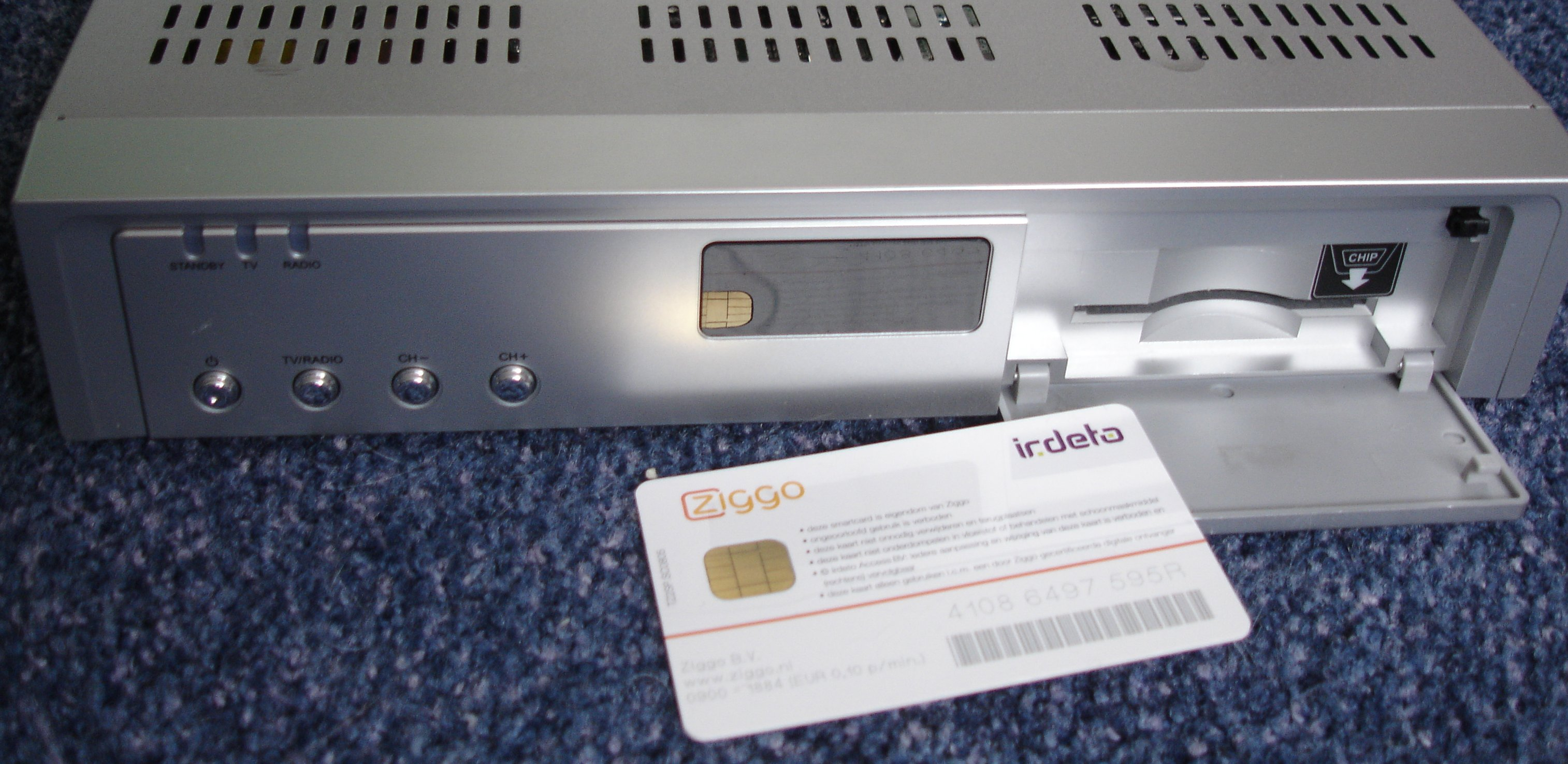
Ресивер со встроенным картоприёмником, внизу - смарт-карта

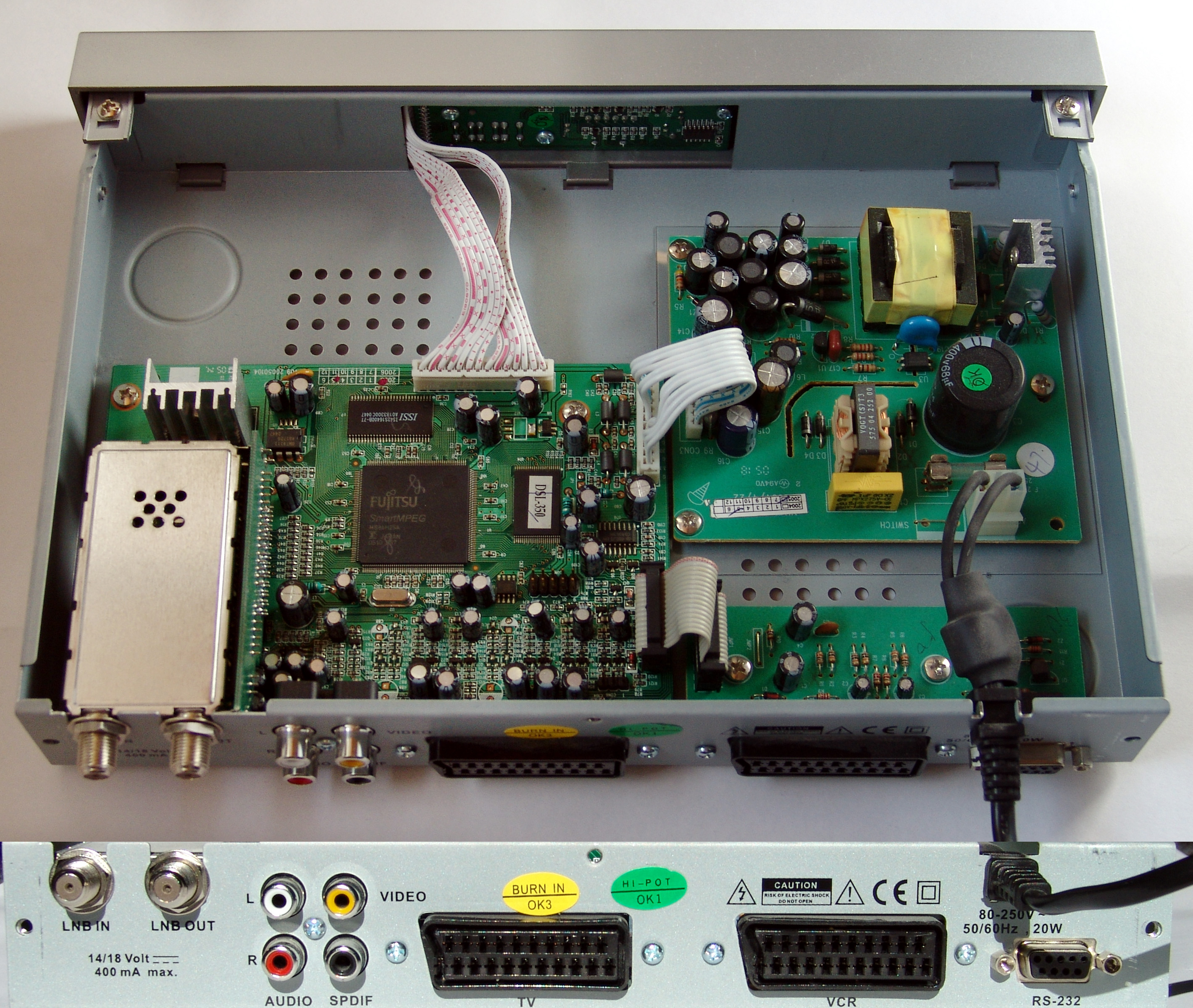
Ресивер цифрового спутникового телевидения Palcom DSL-350, вид в разобранном виде и со стороны разъёмов

Ресивер (приёмник, тюнер, приставка) цифрового телевидения (англ. receiver приёмник, получатель) (англ. set-top box (STB) — приставка, дословно коробка на аппарате) — устройство (ресивер), принимающее сигнал цифрового телевидения, декодирующее его и преобразующее в аналоговый сигнал для вывода через разъёмы RCA или SCART, либо в цифровой сигнал для вывода через разъем HDMI на телевизор.
Как правило, для передачи сигнала, принимаемого ресивером цифрового телевидения, используется технология сжатия видео MPEG-2 или MPEG-4, в связи с этим подобные устройства часто называют также декодерами цифрового телевидения.

## Виды ресиверов цифрового телевидения

### Ресивер цифрового эфирного, спутникового и кабельного телевидения
Типы ресиверов:
- ресиверы FTA-типа (для приёма открытых, не закодированных бесплатных каналов)
- ресиверы со встроенным модулем системы условного доступа (при этом каждый ресивер имеет свой индивидуальный (ID) номер), что позволяет потребителю смотреть закодированные каналы определённого оператора платного телевидения
- ресиверы со встроенным картоприёмником, что позволяет потребителю после покупки смарт-карты оператора платного телевидения смотреть закодированные каналы (требует поддержки используемой кодировки самим ресивером)
- ресиверы с Common Interface, имеющие возможность установки в CI-слот CAM-модулей, что даёт возможность ресиверу показывать каналы в любой кодировке, вне зависимости от его собственных возможностей декодирования (при этом сам ресивер может не поддерживать ни одной из кодировок, т. e. быть FTA-ресивером)

### IPTV-ресивер
Также существует технология IPTV-ресиверов: в таком случае подключение ресивера к сетям оператора цифрового телевидения/интернета происходит при помощи ADSL, Ethernet или Wi-Fi (так же, как компьютеров и других IP-устройств), а телевизионное вещание производится при помощи местной сети или интернета. В случае IPTV-ресиверов для защиты вещания от несанкционированного доступа обычно используются технические средства защиты авторских прав — технологии шифрования трафика, ограничения доступа по IP-адресу и др. Для наращивания функциональности и возможностей интеграции ресиверов, IPTV-декодеров и прочего оборудования рядом поставщиков разработаны специальные программные платформы, в том числе с открытой архитектурой.

## Технические возможности
Ресиверы обладают техническими возможностями:
- дистанционное управление с пульта
- приём сигнала SDTV
- приём сигнала HDTV
- приём сигнала UHDTV
- приём сигнала 3D-TV
- телегид
- телетекст
- субтитры, в том числе и на нескольких языках
- синхронизация времени и даты с цифровым телевещанием
- мультизвук, есть возможность выбора любого из двух и более языков звукового сопровождения (при наличии в телеканале)
- стереозвук
- объёмный звук
- звук Dolby Digital
- медиаплеер
- функция Time Shifted TV
- технология Smart TV
- широкополосный доступ в Интернет

Подключение
Ресиверы подключаются:
- к антеннам, принимающим цифровое эфирное телевидение DVB-T, DVB-T2 (эфирный ресивер)
- к конвертеру спутниковой антенны, принимающей цифровое спутниковое телевидение DVB-S, DVB-S2 (спутниковый ресивер),(принято считать что конвертер и ресивер одно целое)
- к сетям цифрового кабельного телевидения DVB-C, DVB-C2 (кабельный ресивер)
- к IPTV (IPTV-ресивер)

Большинство ресиверов подключается к телевизору через разъёмы SCART, RCA или HDMI, встречаются также ресиверы с компонентным (YPbPr) подключением.
Ресиверы, имеющие высокочастотный RF-модулятор, можно подключить телевизионным кабелем к антенному входу телевизора, при этом сигнал передаётся на частоте одного из дециметровых (ДМВ) телевизионных каналов. Этот способ используют, если телевизор имеет только антенный вход (старые модели).

### Технические особенности
Ввиду того, что CAM-модули можно перепрограммировать и чаще всего использовать их совместно (это ограничивается только количеством имеющихся CAM-слотов), это фактически означает, что ресивер с данными слотами никогда не устареет, какая бы новая кодировка платного телевидения ни появилась. Такой ресивер можно считать устаревшим только в том случае, если он умеет выводить только MPEG-2-изображение, а потребителю хотелось бы смотреть MPEG-4-каналы, или же, если потребителя не устраивают встроенные возможности ресивера (по записи видео, по играм и т. п.).
Иногда все три возможности (приём FTA-каналов, картоприёмник и возможность установки CAM-модулей) встречаются в одном ресивере. Также существуют ресиверы с уже встроенным CAM-модулем или эмулятором кодировок (что позволяет смотреть кодированные каналы без карточек и CAM-модулей, т. e. фактически встроенный эмулятор сам и является CAM-модулем, но несъёмным). При наличии в ресивере эмулятора кодировок платного телевидения для просмотра каналов в той или иной кодировке, пользователю нужно всего лишь вводить в ресивер новые ключи с пульта ДУ для этой кодировки, или воспользоваться функцией автообновления ключей (если она присутствует).